# Gran Premio de Alemania de Motociclismo de 1967
El Gran Premio de Alemania de Motociclismo de 1967 fue la segunda prueba de la temporada 1967 del Campeonato Mundial de Motociclismo. El Gran Premio se disputó el 7 de mayo de 1967 en el Circuito de Hockenheim.

## Resultados 500cc
Mike Hailwood tomó la delantera durante mucho tiempo en la carrera inaugural en Alemania. Su liderazgo se hizo tan grande que el público ya comenzó a irse a casa. Pero en la vuelta 23, el cigüeñal de la Honda RC 181 se rompió y Giacomo Agostini pudo llevarse la victoria. Se detuvo tres vueltas antes del final en el box, lo que nuevamente causó cierta emoción. Agostini, sin embargo, tenía todo el tiempo y comenzó a repostar. Al final acabó una vuelta por delante de Peter Williams, quien quedó en segundo lugar con una Arter-Matchless, y a casi 6.8 km, la longitud del circuito. Jack Findlay terminó tercero con una Matchless. Rob Fitton terminó cuarto con un Norton. Ese fue un final reconfortante para su día, que había comenzado cuando fue golpeado por un espectador en su camino al circuito en su camino hacia el circuito. Fitton había llegado al circuito tirado por un coche de policía.
| Pos.    | Piloto           | Equipo           | Tiempo      | Pts. |
| ------- | ---------------- | ---------------- | ----------- | ---- |
| 1       | Giacomo Agostini | MV Agusta        | 1h 07:22.1  | 8    |
| 2       | Peter Williams   | Matchless        | + 1 Vuelta  | 6    |
| 3       | Jack Findlay     | Matchless        | + 2 Vueltas | 4    |
| 4       | Robin Fitton     | Norton           | + 2 Vueltas | 3    |
| 5       | Billie Nelson    | Norton           | + 2 Vueltas | 2    |
| 6       | Griff Jenkins    | Norton           | + 2 Vueltas | 1    |
| 7       | Chris Conn       | Norton           |             |      |
| 8       | Mike Duff        | Matchless        |             |      |
| 9       | Hartmut Allner   | BMW              |             |      |
| 10      | Walter Scheimann | Norton           |             |      |
| 11      | Armand Nerger    | Honda            |             |      |
| 12      | Dietmar Völmle   | Norton           |             |      |
| 13      | Fritjof Eccarius | Matchless        |             |      |
| 14      | György Kurucz    | Matchless        |             |      |
| 15      | Bosse Granath    | Matchless        |             |      |
| 16      | John Cooper      | Norton           |             |      |
| Ret     | Edy Lenz         | Matchless        | Ret         |      |
| Ret     | John Dodds       | Norton           | Ret         |      |
| Ret     | Kel Carruthers   | Métisse-Norton   | Ret         |      |
| Ret     | Malcolm Stanton  | Norton           | Ret         |      |
| Ret     | Stuart Morin     | Norton           | Ret         |      |
| Ret     | Gyula Marsovszky | Matchless        | Ret         |      |
| Ret     | Heiner Butz      | Bianchi          | Ret         |      |
| Ret     | Karl Hoppe       | Matchless        | Ret         |      |
| Ret     | Chris Conn       | Norton           | Ret         |      |
| Ret     | Fred Stevens     | Hannah-Paton     | Ret         |      |
| Ret     | Joe Dunphy       | Norton           | Ret         |      |
| Ret     | John Blanchard   | Seeley-Matchless | Ret         |      |
| Ret     | Mike Hailwood    | Honda            | Ret         |      |
| Ret     | Rodney Gould     | Norton           | Ret         |      |
| Ret     | Ron Chandler     | Matchless        | Ret         |      |
| Fuente: |                  |                  |             |      |

## Resultados 350cc
En la clase de 250cc, Mike Hailwood ya había abandonado en España y Alemania, pero ganó la carrera de 350cc con la Honda RC 174. Giacomo Agostini perdió casi un minuto con su MV Agusta 350 3C y Renzo Pasolini terminó tercero con la Benelli de cuatro cilindros. De Benelli no lo hizo mal: Agostini necesitó casi dos vueltas para pasar a Pasolini.
| Pos. | Piloto           | Moto      | Tiempo     | Pts. |
| ---- | ---------------- | --------- | ---------- | ---- |
| 1    | Mike Hailwood    | Honda     | 52' 11" 5  | 8    |
| 2    | Giacomo Agostini | MV Agusta | +54" 3     | 6    |
| 3    | Renzo Pasolini   | Benelli   | +1' 30" 1  | 4    |
| 4    | Alberto Pagani   | Aermacchi | +2 Vueltas | 3    |
| 5    | Kel Carruthers   | Aermacchi | +2 Vueltas | 2    |
| 6    | Gilberto Milani  | Aermacchi | +2 Vueltas | 1    |

## Resultados 250cc
De los 34 titulares en la clase de 250cc, solo 10 llegaron a la meta. Los abandonos nuevamente incluyeron Mike Hailwood y Bill Ivy. Phil Read tuvo un buen comienzo, pero tuvo que reemplazar una bujía en boxes y luego ir a buscar a Ralph Bryans. Ya no lo alcanzó, pero logró terminar segundo. Detrás, Heinz Rosner (MZ fue tercero. En su búsqueda de Bryans, Read condujo tres segundos más rápido por vuelta, hasta que Hailwood, por cierto debido al encendido involuntario, levantó un cartel auto-pintado que instaba a Bryans a poner su máquina hasta 18 000 rpm.
| Pos. | Piloto            | Moto    | Tiempo     | Pts. |
| ---- | ----------------- | ------- | ---------- | ---- |
| 1    | Ralph Bryans      | Honda   | 54' 04" 1  | 8    |
| 2    | Phil Read         | Yamaha  | +4" 2      | 6    |
| 3    | Heinz Rosner      | MZ      | +1 Vuelta  | 4    |
| 4    | Jack Findlay      | Bultaco | +2 Vueltas | 3    |
| 5    | Gyula Marsovszky  | Bultaco | +2 Vueltas | 2    |
| 6    | Rolf Schmid       | Bultaco | +3 Vueltas | 1    |
| 7    | Gerd Heuberger    | FKS     |            |      |
| 8    | Toni Gruber       | Bultaco |            |      |
| 9    | Martin Sicheneder | Bultaco |            |      |
| 10   | Lothar John       | Suzuki  |            |      |
| Ret  | Derek Woodman     | MZ      | Ret        |      |
| Ret  | Jim Curry         | Honda   | Ret        |      |
| Ret  | Bill Ivy          | Yamaha  | Ret        |      |
| Ret  | Mike Hailwood     | Honda   | Ret        |      |

## Resultados 125cc
En el octavo de litro, Hans-Georg Anscheidt tuvo que partir para el inicio de la carrera de 125cc durante la ceremonia de la carrera de 50cc que había ganado. Tuvo el comienzo más rápido allí, pero pronto fue superado por Bill Ivy y Phil Read con sus Yamaha. En el tramo final, cuatro pilotos se unieron: Ivy y Read y dos rezagados: Fritz Kohlar (MZ) y Francesco Villa (Montesa). Francesco Villa fue el único herido: se rompió una clavícula. Para Ivy, este choque fue el cuarto en dos semanas: primero durante los entrenamientos de una carrera internacional en Brands Hatch, luego durante el entrenamiento en España, el entrenamiento en Alemania y la carrera de 125cc en Alemania. Allí realizó la vuelta más rápida en la carrera de 250cc, pero luego se derrumbó en la caravana Mike Hailwood, después de lo cual tuvo que recuperarse durante unos días en el hospital. Debido a todo esto, los Suzukis pudieron tomar los mejores lugares. Yoshimi Katayama ganó y Anscheidt quedó segundo. En una vuelta, László Szabó con una MZ quedó tercero.
| Pos. | Piloto               | Moto    | Tiempo      | Pts. |
| ---- | -------------------- | ------- | ----------- | ---- |
| 1    | Yoshimi Katayama     | Suzuki  | 42' 07" 5   | 8    |
| 2    | Hans-Georg Anscheidt | Suzuki  | +53" 7      | 6    |
| 3    | László Szabó         | MZ      | + 1 Vuelta  | 4    |
| 4    | Walter Villa         | Montesa | + 1 Vuelta  | 3    |
| 5    | José Maria Busquets  | Montesa | + 1 Vuelta  | 2    |
| 6    | Herbert Mann         | MZ      | + 1 Vuelta  | 1    |
| 7    | Hartmut Bischoff     | MZ      | + 1 Vuelta  |      |
| 8    | Horst Seel           | Bultaco | + 1 Vuelta  |      |
| 9    | Ginger Molloy        | Bultaco | + 2 Vueltas |      |
| 10   | Giuseppe Visenzi     | Montesa | + 2 Vueltas |      |
| Ret  | Barry Smith          | Bultaco | Ret         |      |
| Ret  | Bill Ivy             | Yamaha  | Ret         |      |
| Ret  | Phil Read            | Yamaha  | Ret         |      |
| Ret  | Francesco Villa      | Montesa | Ret         |      |

## Resultados 50cc
En la categoría de menor cilindrada, Suzuki también ganó pero Yoshimi Katayama se detuvo con problemas de motor en la primera vuelta. Stuart Graham y Hans-Georg Anscheidt huyeron del resto del pelotón y en la quinta vuelta Graham pasó a Anscheidt pero se detuvo. Anscheidt ganó la carrera, pero el segundo lugar fue (con una vuelta de retraso) para Rudolf Schmälze con una Kreidler y tercero para José María Busquets con una Derbi. La carrera de 50cc, todavía popular en Alemania, solo atrajo a 17 titulares.
| Pos. | Piloto               | Moto     | Tiempo     | Pts. |
| ---- | -------------------- | -------- | ---------- | ---- |
| 1    | Hans-Georg Anscheidt | Suzuki   | 42' 29" 8  | 8    |
| 2    | Rudolf Schmälzle     | Kreidler | +1 Vuelta  | 6    |
| 3    | José Maria Busquets  | Derbi    | +2 Vueltas | 4    |
| 4    | Barry Smith          | Derbi    | +2 Vueltas | 3    |
| 5    | Dieter Gedlich       | Kreidler | +2 Vueltas | 2    |
| 6    | Winfried Reinhard    | Kreidler | +3 Vueltas | 1    |
| 7    | Horst Seidl          | Honda    | +3 Vueltas |      |
| 8    | Herbert Denzle       | Kreidler | +3 Vueltas |      |
| 9    | Adrijan Bernetic     | Tomos    | +3 Vueltas |      |
| Ret  | Stuart Graham        | Suzuki   | Ret        |      |
| Ret  | Yoshimi Katayama     | Suzuki   | Ret        |      |